# Adam Wenceslaus van Teschen
Adam Wenceslaus van Teschen (12 december 1574 - Brandýs, 13 juli 1617) was van 1579 tot 1617 hertog van Teschen. Hij behoorde tot de Silezische tak van het huis Piasten.

## Levensloop
Adam Wenceslaus was de tweede, maar enige overlevende zoon van hertog Wenceslaus III Adam van Teschen en diens tweede echtgenote Sidonia Catharina van Saksen-Lauenburg, de dochter van hertog Frans I van Saksen-Lauenburg.
Na het overlijden van zijn vader in 1579 was hij de enige erfgenaam van het hertogdom Teschen. Omdat hij nog minderjarig was, werd een regentenraad aangesteld die Teschen in zijn naam moest besturen. Dit was samengesteld uit zijn moeder, hertog George II van Brieg en hertog Karel Christoffel van Münsterberg. Deze regentenraad bleef Teschen regeren tot in 1586, toen Adam Wenceslaus' moeder hertrouwde met de Hongaarse edelman Imre III Forgach en hertog George II van Brieg overleed. Hierdoor was hertog Karel Christoffel van Münsterberg vanaf dan de enige regent. 
In 1586 heerste een zeer ernstige pestepidemie in het hertogdom Teschen, die aan vele bewoners van het hertogdom het leven kostte. In 1587 was het hertogdom Teschen dan weer als terrein gebruikt voor de strijd tussen aartshertog Maximiliaan III van Oostenrijk en Jan Zamoyski tijdens de Poolse Successieoorlog. Deze voortdurende bedreigingen zorgden ervoor dat Adam Wenceslaus ter bescherming naar het hof van de keurvorst van Saksen werd gestuurd. Hier kreeg hij een zorgvuldige opleiding, vooral in militaire zaken. Hij bleef in Saksen tot in 1595 en keerde toen terug naar Teschen, waarna hij zelfstandig begon te regeren.
Vanaf het begin van zijn zelfstandige heerschappij nam Adam Wenceslaus deel aan de oorlogen tegen de Turken en verklaarde hij ook politieke sympathie aan keizer Rudolf II. Om zich te verdedigen tegen eventuele Turkse aanvallen, was hij hierdoor verplicht om in het zuidelijke deel van zijn hertogdom verschillende verdedigingsforten te bouwen. Deze forten speelden een belangrijke rol in de periode 1604-1606, toen de troepen van het hertogdom Teschen bijna volledig werden verslagen door Hongaarse anti-Habsburgse troepen. 
In 1609 was Adam Wenceslaus betrokken bij het conflict tussen keizer Rudolf II en zijn broer, aartshertog Matthias van Oostenrijk, waarbij hij de kant van keizer Rudolf koos. Het conflict tussen de broers werd opgelost toen Rudolf II Matthias in 1611 tot koning van Bohemen benoemde. Dit was voor Adam Wenceslaus een vervelende situatie, omdat Matthias als koning van Bohemen namelijk zijn leenheer was en hij dus een eed van trouw aan hem moest afleggen.
Het jaar 1611 was wegens andere redenen zeer belangrijk voor het leven van Adam Wenceslaus. Zijn periode in Saksen had van hem een overtuigde protestant gemaakt en in meerdere periodes van zijn bewind voerde hij verschillende decreten in om een promotie van het lutheranisme in zijn gebieden te bevorderen. Sommige familieleden, die ook in Saksen waren opgeleid, kozen er echter voor om zich tot terug tot het katholicisme te bekeren. In 1611 bekeerde ook Adam Wenceslaus zich tot het katholicisme en begon hij een contrareformatie in het hertogdom Teschen. Dit veroorzaakte echter hevig verzet bij de adel en de burgerij, terwijl de rest van de bevolking zich ook tot het katholicisme bekeerde. Tevens herstelde Adam Wenceslaus de vroegere katholieke religieuze ordes. De exacte redenen voor de bekering van de hertog zijn niet bekend, maar waarschijnlijk deed hij dit om de goede relaties met zijn leenheer, koning Matthias van Bohemen en vanaf 1612 ook keizer van het Heilige Roomse Rijk, te behouden. Desondanks is hij nooit een fervente katholiek geweest en moest het deel van de bevolking dat protestants bleef zich niet tot het katholicisme bekeren. Op 6 februari 1617 werd hij dan weer door keizer Matthias benoemd tot landeshauptmann-generaal van Silezië.
Zijn bewind had echter ook een keerzijde. Zijn constante reizen, dure militaire expeditie en uiteindelijk zijn geloofsverandering zorgden voor een enorm bankroet van zijn hertogdom. Deze hoge schulden zouden uiteindelijk afbetaald worden door de steden. In juli 1617 overleed hij, waarna hij werd bijgezet in het dominicanenklooster van Teschen. 

## Huwelijk en nakomelingen
Op 17 september 1595 huwde hij met Elisabeth (overleden in 1601), dochter van hertog Godhard Kettler van Koerland. Ze kregen vijf kinderen:
- Adam Godhard (1596-1597)
- Anna Sidonia (1598-1619), huwde in 1616 met graaf Jacob Hannibal II van Hohenems
- Elisabeth Lucretia (1599-1653), hertog van Teschen
- Christiaan Adam (1600-1602)
- Frederik Willem (1601-1625), hertog van Teschen

Daarnaast kreeg hij ook een buitenechtelijke zoon met Margareta Kostlachówna (circa 1584 - 1617):
- Wenceslaus Godfried (1608/1612 - na 1672), baron van Hohenstein